# Sedum microcarpum
Sedum microcarpum är en fetbladsväxtart som först beskrevs av John Sibthorp och James Edward Smith, och fick sitt nu gällande namn av S. Schönland. Sedum microcarpum ingår i Fetknoppssläktet som ingår i familjen fetbladsväxter. Inga underarter finns listade i Catalogue of Life.